# Лам (жилище)

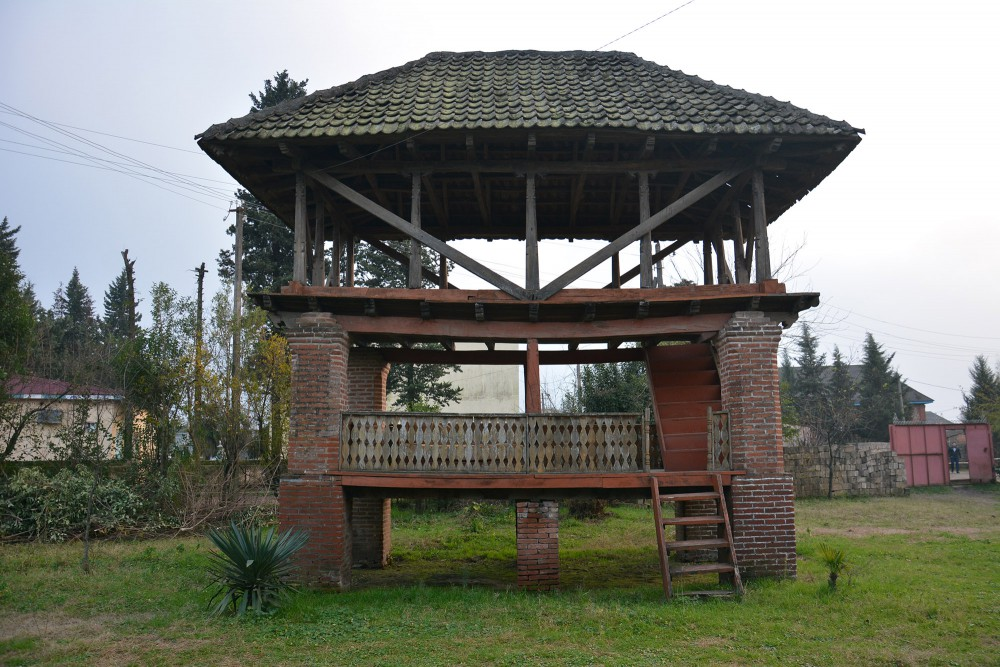
Лам, как исторический памятник сохранённый в деревне Арчиван

Лам (тал. Ләм) — традиционное летнее жилище талышей.

## Значение
Жилищные условия у талышей разнятся в зависимости от хозяйственного уклада и природно-климатических условий. Как пишет Г. Ф. Чурсин: «На Талышской низменности, где летом в домах развивается сырость, где свирепствует малярия, для летнего пребывания устраиваются особые помещения „лам“; это род деревянных вышек на четырех столбах; на высоте 4-5 метров устанавливается крытый помост, окруженный деревянными перилами. На эту вышку поднимаются по лестнице или по наклонно поставленному бревну со сделанными на нем зарубками».
«Лам» спасал талышей в летние и осенние месяцы от мошкары, талыши разжигали внизу вокруг лама костры. Вокруг «лам» обвешивали циновками. Структура «лама» обеспечивала его воздухопроницаемость и прохладу летом. Поэтому все считали важным иметь «лам» во дворе в летние месяцы. То есть природно-географические условия сделали использование «лама» одним из важных факторов в жаркую погоду.
С первой четверти XX века «лам» перестаёт использоваться и начинает исчезать. Советской властью была проведена большая работа по осушению болот и уничтожению комаров и мошкары, в связи с чем важность наличия «лама» исчезла.

## Конструкция
«Лам» является двухэтажной постройкой без стен. На первом этаже земляная площадка или деревянный настил возвышающийся на 1 метр. Второй этаж обычно находится на высоте 3—3,6 метров и опирается на столбы. В конце XIX века опорные колонны иногда складывали из обожжённого кирпича, но чаще такие были в домах у зажиточных крестьян. Лам имеет такую же крышу как в иных видах талышских домов, то есть из местного вида осоки (тал. леғ). На второй этаж здания можно было подняться по лестнице, а в некоторых случаях и по приставной лестнице.